# Ryan Johnson (hockey sobre hielo)
Ryan Johnson (Irvine, California, 24 de julio de 2001) es un jugador profesional estadounidense de hockey sobre hielo que se desempeña en la posición de defensor izquierdo en Buffalo Sabres, equipo de la National Hockey League (NHL).

## Carrera
Fue seleccionado en la primera ronda en la NHL Entry Draft de 2019. En 2023 hizo su debut profesional con el equipo Buffalo Sabres, donde lleva jugando una temporada.